# Pont Djamarat
Le pont Djamarat est un pont piétonnier qui relie La Mecque à Mina et qui est parcouru par les pèlerins pendant le hajj, lors de la lapidation de Satan. De nombreuses bousculades mortelles ont eu lieu sur ce pont : 270 morts en 1994, 118 en 1998, 35 en 2001, 14 en 2003, 251 en 2004, 362 en 2006 et 2 431 en 2015.